# Verdeña

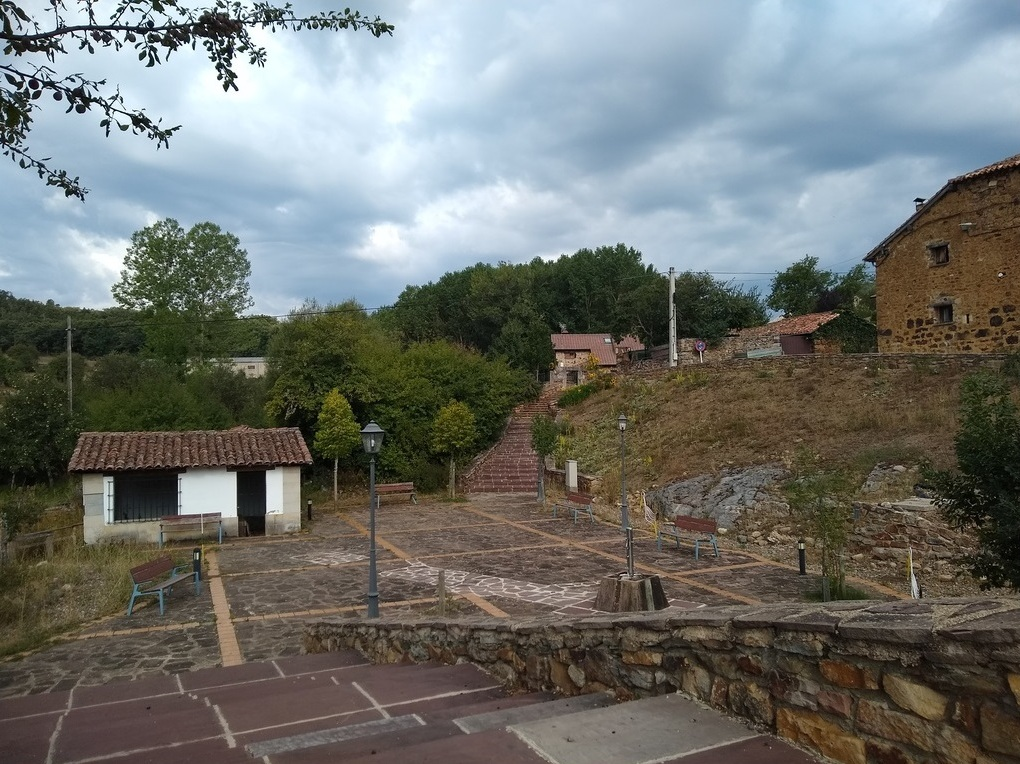
Parque junto al aparcamiento

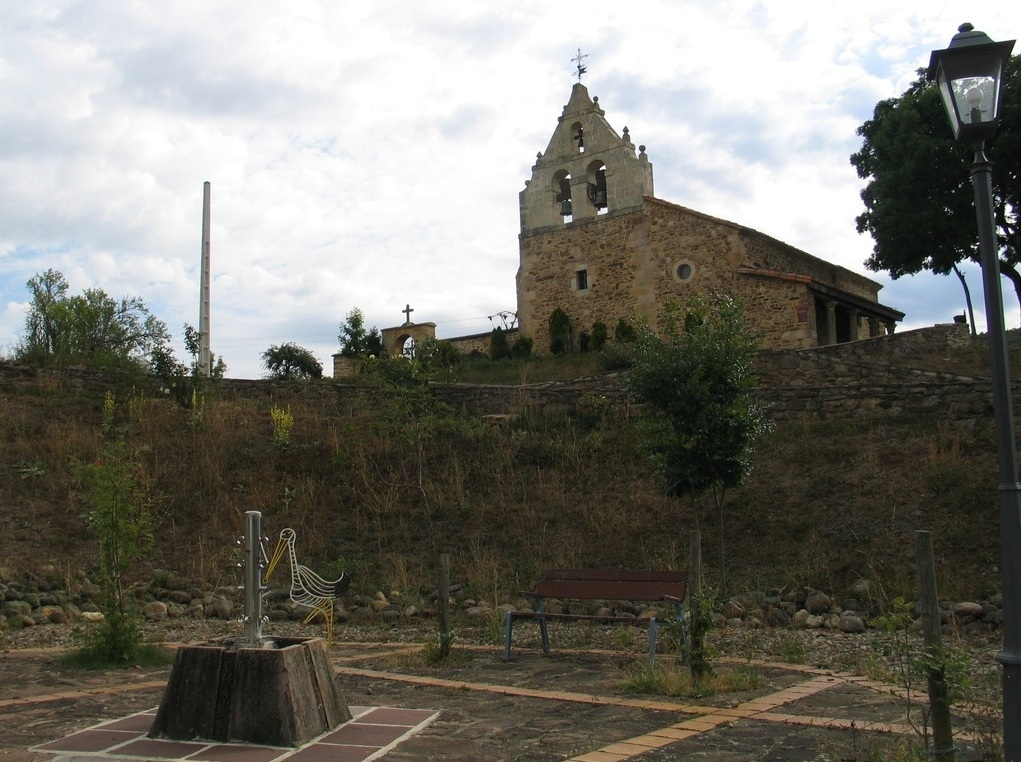
Iglesia parroquial

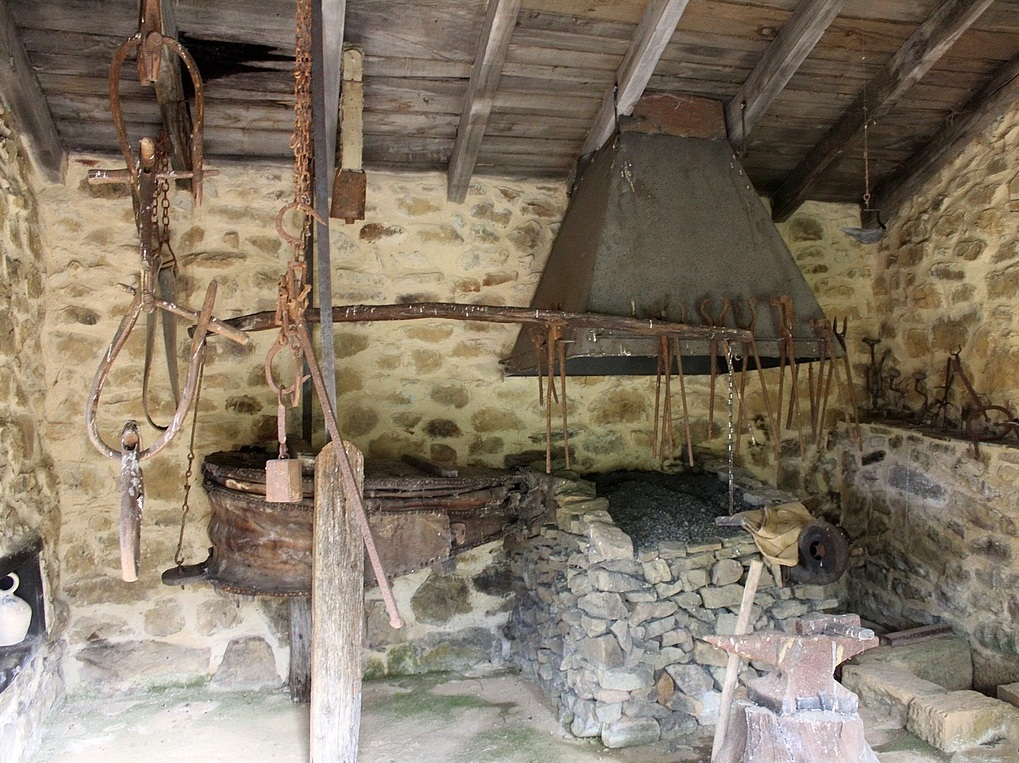
Interior de la fragua

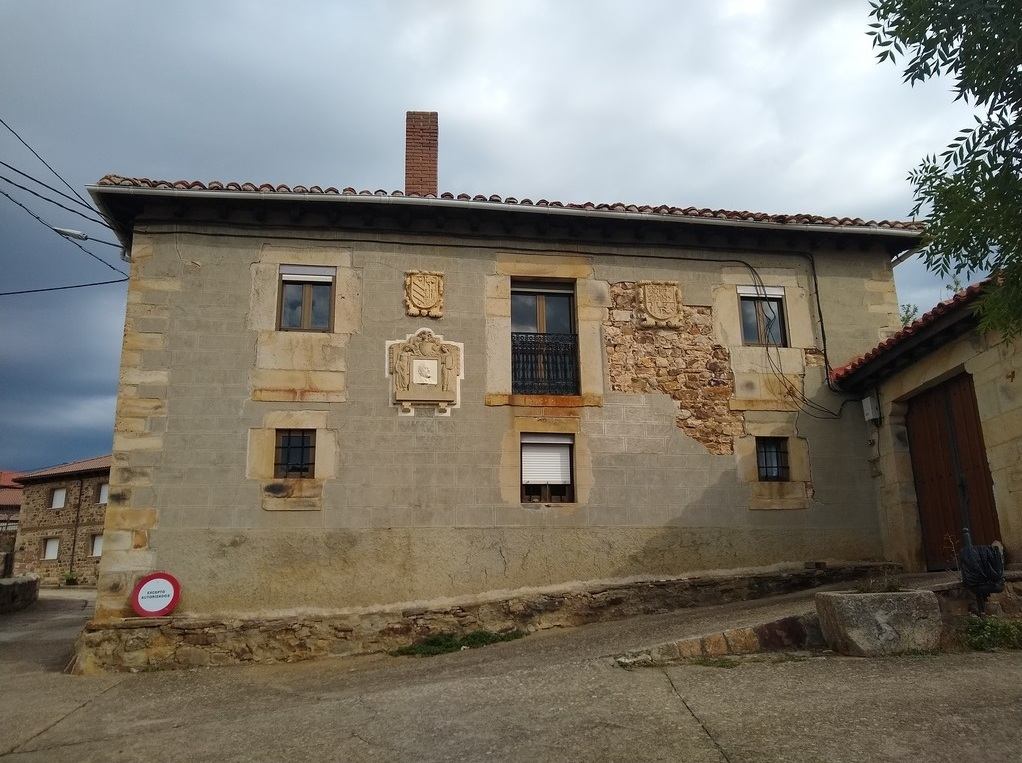
Casa natal de Matías Barrio y Mier

Verdeña es una localidad y también una pedanía de la provincia de Palencia (Castilla y León, España) que pertenece al municipio de Cervera de Pisuerga.

## Contexto geográfico
Forma parte, junto a Estalaya, Celada de Roblecedo, San Felices de Castillería y Herreruela de Castillería, del Valle de Castillería.
Está a 15 km de Cervera de Pisuerga, la capital municipal, en la comarca de la Montaña Palentina.
Está situado en una zona montañosa (lat.42º57'ON; long.4º28'OW), a unos 1239 m de altitud.

## Demografía
Evolución de la población en el siglo XXI
| Gráfica de evolución demográfica de Verdeña entre 2000 y 2020      |
|                                                                    |
| Población de derecho (2000-2020) según el padrón municipal del INE |

## Historia
A la caída del Antiguo Régimen la localidad se constituye en municipio constitucional y que en el censo de 1842 contaba con 12 hogares y 62 vecinos, para posteriormente integrarse en Celada de Roblecedo.
El pueblo fue el lugar de nacimiento de Matías Barrio Mier (10-02-1844), doctor en Derecho y licenciado en Filosofía y Letras y en Teología. Cursó estudios de archivero, bibliotecario y anticuario en la Escuela Superior Diplomática. Abogado, catedrático de la Universidad Central y fiscal. Fue también Diputado y presidente de la minoría carlista en el Congreso de los Diputados. Se dedicó también a la escritura. Murió en Madrid (26-06-1909), y sus restos mortales reposan en el cementerio de Verdeña.

### SigloXIX
Así se describe a Verdeña en la página 672 del tomo XV del Diccionario geográfico-estadístico-histórico de España y sus posesiones de Ultramar, obra impulsada por Pascual Madoz a mediados del siglo XIX:

VERDEÑA

Lugar agregado al ayuntamiento de San Felices de Castillería en la provincia y diócesis de Palencia (20 leguas), partido judicial de Cervera de Río Pisuerga (2), audiencia territorial y capitanía general de Valladolid (28).
Situado en un valle rodeado de cuestas con clima frío, bien ventilado y propenso a dolores de costado y catarros.
Consta de 26 casas de pocas comodidades; escuela algunas temporadas, y una iglesia parroquial servida por un cura teniente de provisión del ordinario.
El término confían por N con Monte y venta de San Bartolomé; E Celada; S Estalaya, y O Venta Morena.
Su terreno disfruta de monte y llano, y es medianamente productivo.
Los caminos son locales y malos.
Producciones: trigo, cebada, centeno, avena y yerba; se cría ganado lanar, vacuno y caballar; caza de liebres, perdices, lobos y corzos.
Industria: la agrícola y pecuaria.
Población: 12 vecinos, 62 almas.

Capital productivo: 19.188 reales. Imponible: 969 reales.

## Lugares de interés
- Verdeña acogió durante diez años (2005 - 2015) el Centro de Interpretación La Casa del Oso Cantábrico.[5]
- También puede ser visitado el bosque fósil.
- Oficina de Turismo. Teléfono 979 870 695.